# 米爾斯普林 (密蘇里州)
米爾斯普林（英語：Mill Spring）是位於美國密蘇里州韋恩縣的村。

## 人口
根據2020年美國人口普查的數據，米爾斯普林的面積為1.14平方千米，皆為陸地。當地共有人口159人，而人口密度為每平方千米139人。